# フェオホルビドa
フェオホルビドa（pheophorbide a）はクロロフィルの分解産物である。光増感剤として用いられる。フェオホルバイドa、フェオフォーバイドaとも表記されることもある。
複数の光増感剤を用いた光線力学療法（PDT）はがんの有望な治療法であるとともに、水溶性にしたフェオフォーバイドa-Naを用いたメチシリン耐性黄色ブドウ球菌(MRSA)の殺菌効果等の研究もされている。
東北地方に「春のアワビを食べた猫は耳が落ちる」という言い伝えがあり、春のアワビを食べた猫は耳が炎症してかぶれてしまい、掻き壊してしまう。そのメカニズムは、フェオフォルバイドがアワビの肝に多く含まれ、その濃度が最も高くなるのが春であったからである。フェオフォルバイドは、光に当たると非常に強力な活性酸素を発生させ、炎症を引き起こす
。